# 28 avril 1943
Le mercredi 28 avril 1943 est le 118e jour de l'année 1943.

## Naissances
- Aimé Charles-Nicolas, professeur de médecine, psychologie médicale et de psychiatrie français
- André Castel, footballeur français
- Beba Loncar, actrice italo-serbe
- Élie Castor (mort le 16 juin 1996), homme politique français
- Gérard Majax, prestidigitateur français
- Iván Nagy (mort le 22 février 2014), danseur hongrois, vit aux États-Unis depuis 1965
- Jacques Dutronc, chanteur, compositeur et acteur français
- Jeffrey Tate (mort le 2 juin 2017), chef d'orchestre
- John O. Creighton, astronaute américain
- Klaas de Vries, personnalité politique hollandaise
- Mats Svensson, nageur suédois
- Mikhaïl Kolyuschev, cycliste russe
- Pierre Schapira, mathématicien français
- Ronald Albert Martin, peintre canadien
- Wilfride Piollet (morte le 20 janvier 2015), danseuse, chorégraphe et pédagogue
- Yoav Talmi, chef d'orchestre et compositeur israélien

## Décès
- Dawid Moryc Apfelbaum (date de naissance inconnue), commandant de l'Union Militaire Juive en Pologne
- Rosa Manus (née le 20 août 1881), féministe et pacifiste néerlandaise